# Лисови Чорты

Логотип куреня Лисови Чорты

Лисови Чорты (укр. Лісові Чорти, рус. Лесные Черти) — третий курень (отряд) старших пластунов (скаутмастеров) и сеньоров Пласта — Национальной скаутской организации Украины. Курень «Лисови Чорты» (самоназвание — Велике Плем'я Лісових Чортів, рус. Великое Племя Лесных Чертей) был создан группой львовских пластунов в 1922 году (официальной датой создания считается 22 июля 1922 года).
Исторически курень «Лисови Чорты», как и Пласт, был построен на принципах скаутинга и со времени создания до момента запрещения польскими властями украинского скаутинга в 1930 году и работы в «подполье», «Лесные Черти» были активными в политических и общественных организациях, а также в военной службе.
Приняв активное участие в попытке воссоздания украинской независимости во время Второй мировой войны, «Лисови Чорты» эмигрировали — разъехались во все страны мира, где сейчас существует украинская диаспора: в Австралию, Аргентину, Англию, Америку, Бразилию, Канаду, Францию, Германию. Здесь «Лисови Чорты» взялись за общественную и пластовую роботу, построив сильный фундамент для следующих поколений пластунов на землях за пределами Украины. После восстановления независимости Украины и деятельности Пласта, восстановливается и деятельность «Лесных Чертей», к которым примкнули пластуны со Львова, Киева, Ивано-Франковска и других городов.
В данное время существует семь официальных оселков куреня «Лисови Чорты» в Австралии, США, Канаде и Украине, а также большое количество одиночных членов в других странах. В «Лесных Чертях» есть разные специалисты: профессора, экономисты, политики, доктора, архитекторы, художники, учителя и др. Среди известных членов куреня следует вспомнить главного командира УПА Романа Шухевича, политика Андрея Пясецкого, экономиста Богдана Гаврилишина, последнего Президента Украинской Народной Республики в изгнании Николая Плавьюка, писателя Василия Кархута, владыку Глеба Лончину, общественного и политического деятеля Степана Охримовича и др.